# Hamburg European Open 2022 - Qualificazioni singolare femminile
Le qualificazioni del singolare dell'Hamburg European Open 2022 sono state un torneo di tennis preliminare per accedere alla fase finale della manifestazione. Le vincitrici dell'ultimo turno sono entrate di diritto nel tabellone principale. In caso di ritiro di una o più giocatrici aventi diritto, a queste sono subentrate le Lucky loser, ossia le giocatrici che hanno perso nell'ultimo turno ma che avevano una classifica più alta rispetto alle altre partecipanti che avevano comunque perso nel turno finale.

## Teste di serie
1. Kateryna Baindl (ultimo turno, lucky loser)
2. Anastasija Gasanova (ultimo turno)
3. Ysaline Bonaventure (primo turno)
4. Oksana Selechmet'eva (qualificata)
5. Paula Ormaechea (primo turno)
6. Suzan Lamens (ultimo turno, lucky loser)

1. Arianne Hartono (ultimo turno)
2. Joanne Züger (qualificata)
3. Grace Min (primo turno)
4. Alexandra Cadanțu-Ignatik (qualificata)
5. María Carlé (qualificata)
6. Stefanie Vögele (primo turno)

### Qualificate
1. Sabine Lisicki
2. Joanne Züger
3. Nao Hibino

1. Oksana Selechmet'eva
2. Alexandra Cadanțu-Ignatik
3. María Carlé

### Lucky loser
1. Kateryna Baindl

1. Suzan Lamens

## Tabellone

### Legenda
| - Q = Qualificato - WC = Wild card - LL = Lucky loser | - ALT = Alternate - SE = Special Exempt - PR = Protected Ranking | - w/o = Walkover - r = Ritirato - d = Squalificato |

### Sezione 1
|  | Primo turno | Primo turno     | Primo turno     | Primo turno | Primo turno |  |  | Ultimo turno | Ultimo turno    | Ultimo turno | Ultimo turno | Ultimo turno |  |
|  |             |                 |                 |             |             |  |  |              |                 |              |              |              |  |
|  | 1           | Kateryna Baindl | Kateryna Baindl | 6           | 6           |  |  |              |                 |              |              |              |  |
|  |             | Dea Herdželaš   | Dea Herdželaš   | 0           | 1           |  |  | 1            | Kateryna Baindl | 6            | 4            | 65           |  |
|  | WC          | Sabine Lisicki  | Sabine Lisicki  | 7           | 6           |  |  | WC           | Sabine Lisicki  | 3            | 6            | 7            |  |
|  | 12          | Stefanie Vögele | Stefanie Vögele | 65          | 2           |  |  |              |                 |              |              |              |  |

### Sezione 2
|  | Primo turno | Primo turno         | Primo turno         | Primo turno | Primo turno |  |  | Ultimo turno | Ultimo turno        | Ultimo turno        | Ultimo turno | Ultimo turno |  |
|  |             |                     |                     |             |             |  |  |              |                     |                     |              |              |  |
|  | 2           | Anastasija Gasanova | Anastasija Gasanova | 6           | 6           |  |  |              |                     |                     |              |              |  |
|  |             | You Xiaodi          | You Xiaodi          | 4           | 2           |  |  | 2            | Anastasija Gasanova | Anastasija Gasanova | 6            | 2            |  |
|  |             | Jesika Malečková    | 2                   | 6           | 3           |  |  | 8            | Joanne Züger        | Joanne Züger        | 7            | 6            |  |
|  | 8           | Joanne Züger        | 6                   | 4           | 6           |  |  |              |                     |                     |              |              |  |

### Sezione 3
|  | Primo turno | Primo turno         | Primo turno         | Primo turno | Primo turno |  |  | Ultimo turno | Ultimo turno    | Ultimo turno | Ultimo turno | Ultimo turno |  |
|  |             |                     |                     |             |             |  |  |              |                 |              |              |              |  |
|  | 3           | Ysaline Bonaventure | Ysaline Bonaventure | 3           | 3           |  |  |              |                 |              |              |              |  |
|  |             | Nao Hibino          | Nao Hibino          | 6           | 6           |  |  |              | Nao Hibino      | 3            | 6            | 7            |  |
|  |             | Sinja Kraus         | Sinja Kraus         | 2           | 1           |  |  | 7            | Arianne Hartono | 6            | 4            | 62           |  |
|  | 7           | Arianne Hartono     | Arianne Hartono     | 6           | 6           |  |  |              |                 |              |              |              |  |

### Sezione 4
|  | Primo turno | Primo turno          | Primo turno | Primo turno | Primo turno |  |  | Ultimo turno | Ultimo turno         | Ultimo turno         | Ultimo turno | Ultimo turno |  |
|  |             |                      |             |             |             |  |  |              |                      |                      |              |              |  |
|  | 4           | Oksana Selechmet'eva | 5           | 6           | 6           |  |  |              |                      |                      |              |              |  |
|  |             | Julija Hatouka       | 7           | 1           | 0           |  |  | 4            | Oksana Selechmet'eva | Oksana Selechmet'eva | 6            | 6            |  |
|  | WC          | Noma Noha Akugue     | 2           | 7           | 7           |  |  | WC           | Noma Noha Akugue     | Noma Noha Akugue     | 2            | 2            |  |
|  | 9           | Grace Min            | 6           | 5           | 6(1)        |  |  |              |                      |                      |              |              |  |

### Sezione 5
|  | Primo turno | Primo turno               | Primo turno               | Primo turno | Primo turno |  |  | Ultimo turno | Ultimo turno              | Ultimo turno | Ultimo turno | Ultimo turno |  |
|  |             |                           |                           |             |             |  |  |              |                           |              |              |              |  |
|  | 5           | Paula Ormaechea           | Paula Ormaechea           | 1           | 3           |  |  |              |                           |              |              |              |  |
|  |             | Anna-Lena Friedsam        | Anna-Lena Friedsam        | 6           | 6           |  |  |              | Anna-Lena Friedsam        | 7            | 5            | 6            |  |
|  | WC          | Ella Seidel               | Ella Seidel               | 2           | 1           |  |  | 10           | Alexandra Cadanțu-Ignatik | 5            | 7            | 7            |  |
|  | 10          | Alexandra Cadanțu-Ignatik | Alexandra Cadanțu-Ignatik | 6           | 6           |  |  |              |                           |              |              |              |  |

### Sezione 6
|  | Primo turno | Primo turno  | Primo turno  | Primo turno | Primo turno |  |  | Ultimo turno | Ultimo turno | Ultimo turno | Ultimo turno | Ultimo turno |  |
|  |             |              |              |             |             |  |  |              |              |              |              |              |  |
|  | 6           | Suzan Lamens | Suzan Lamens | 6           | 6           |  |  |              |              |              |              |              |  |
|  | WC          | Barbara Haas | Barbara Haas | 3           | 4           |  |  | 6            | Suzan Lamens | 0            | 6            | 4            |  |
|  |             | Sophie Chang | Sophie Chang | 5           | 4           |  |  | 11           | María Carlé  | 6            | 4            | 6            |  |
|  | 11          | María Carlé  | María Carlé  | 7           | 6           |  |  |              |              |              |              |              |  |